# Жила-була дівчинка
«Жила-була дівчинка» (рос. «Жила-была девочка») — художній фільм режисера Віктора Ейсимонта про життя блокадного Ленінграда . Прем'єра фільму відбулася 18 грудня 1944 року. Частково фільм знімався в ще блокадному Ленінграді. Це була перша робота в кіно відомої актриси дитячого кіно другої половини 40-х років Наталії Защипіної (5 років) і Ніни Іванової (10 років), що стала знаменитою після виходу на екрани фільму «Весна на Зарічній вулиці».

## Сюжет
Історія двох маленьких блокадниць в обложеному Ленінграді — 7-річної Настусі та 5-річної Катеринки, ленінградських дітей, які перенесли нарівні з дорослими всі тяготи війни. У фільмі весь час перемішуються сцени дитячих ігор і суворої дійсності. У фільмі дуже точно передана особливість дитячого сприйняття: незважаючи на війну та блокаду маленькі дівчатка постійно повертаються в дитячий світ із його інтересами, ляльками, дитячими піснями.

## У ролях
- Ніна Іванова — Настуся
- Наталія Защипіна — Катя
- Ада Войцик — мати Настусі
- Олександр Ларіков — Макар Іванович, управдом
- Віра Алтайська — мати Каті
- Лідія Штикан — Ватрушкіна
- Микола Корн — батько Настусі
- Олена Кіріллова — Степанида
- Наталія Защипіна — Катя

## Знімальна група
- Автор сценарію: Володимир Недоброво
- Директор картини: Соловей Петро Олексійович
- Режисер: Віктор Ейсимонт
- Оператор: Грайр (Георгій) Гарібян
- Художник: Ігор Бахметьев
- Композитор: Венедикт Пушков

## Історія створення
Підготовка до зйомок почалася в січні 1944 року — відразу після того, як було прорвано кільце блокади. Віктор Ейсимонт із великим ризиком для життя вирішив зняти хоча б частину сцен у реальному Ленінграді, щоб показати більш достовірний антураж. Зйомки проходили виключно в історичному центрі в ті періоди, коли не було авіанальотів.

## Нагороди
Фільм «Жила-була дівчинка» з великим успіхом пройшов у багатьох країнах світу. На сьомому Венеційському кінофестивалі картина отримала приз.